# Campionati mondiali di ginnastica artistica 2006 - Parallele asimmetriche
La finale ad attrezzo alle parallele asimmetriche dei 39° Campionati Mondiali si è svolta ai NRGi Arena di Aarhus, Danimarca. La statunitense Nastia Liukin deve difendere il titolo vinto l'anno precedente a Melbourne, ma vince la medaglia d'argento superata dalla britannica Beth Tweddle.

## Vincitrici
| Oro                           | Argento                   | Bronzo                 |
| Elizabeth Tweddle Regno Unito | Nastia Liukin Stati Uniti | Vanessa Ferrari Italia |

## Qualificazioni
A causa di un infortunio Chellsie Memmel è stata sostituita da Jana Bieger.
| Pos. | Ginnasta          | Totale | Qual. |
| ---- | ----------------- | ------ | ----- |
| 1    | Nastia Liukin     | 16.200 | Q     |
| 2    | Chellsie Memmel   | 15.825 | Q     |
| 3    | Iryna Krasnianska | 15.725 | Q     |
| 4    | Vanessa Ferrari   | 15.700 | Q     |
| 5    | Beth Tweddle      | 15.675 | Q     |
| 6    | Jana Bieger       | 15.500 | —     |
| 7    | Ashley Priess     | 15.450 | —     |
| 8    | Daria Joura       | 15.275 | Q     |
| 9    | Steliana Nistor   | 15.200 | Q     |
| 10   | Mayu Kuroda       | 15.175 | Q     |
| 11   | Zhou Zhuoru       | 15.150 | R     |
| 12   | Olivia Vivian     | 15.150 | R     |
| 13   | Pang Panpan       | 15.125 | R     |

## Finali
| Pos.    | Ginnasta          | D. Score | E. Score | Penalità | Totale |
| ------- | ----------------- | -------- | -------- | -------- | ------ |
| Oro     | Beth Tweddle      | 6.900    | 9.300    | —        | 16.200 |
| Argento | Nastia Liukin     | 6.900    | 9.150    | —        | 16.050 |
| Bronzo  | Vanessa Ferrari   | 6.700    | 9.075    | —        | 15.775 |
| 4       | Mayu Kuroda       | 6.400    | 9.000    | —        | 15.400 |
| 5       | Jana Bieger       | 6.400    | 8.150    | —        | 14.550 |
| 6       | Daria Joura       | 6.300    | 8.075    | —        | 14.375 |
| 7       | Steliana Nistor   | 6.800    | 7.175    | —        | 13.975 |
| 8       | Iryna Krasnianska | 5.800    | 7.675    | —        | 13.475 |